# Giovanni Soldini
Pour les articles homonymes, voir Soldini.
Giovanni Soldini (né le 16 mai 1966 à Milan) est un navigateur italien.

## Biographie
leGiovanni Soldini a effectué sa première transat à l'âge de 16 ans.
Sa première course en solitaire fut La Baule - Dakar en 1991.
Il construit en 1994 le 50 pieds Kodak, dans un chantier pour la réinsertion d'anciens drogués, pour participer au BOC Challenge.
En 1997 il décroche un partenariat avec la marque FILA, ce qui lui permet de faire construire un 60 pieds Open sur plan Finot, avec lequel il participera entre autres à Around Alone en 1998, puis l'Europe 1 New Man Star.
En 1999, il remporte la course en solitaire autour du monde Around Alone (ex-Boc Challenge). Au cours de cette course, il secourt Isabelle Autissier, dont le bateau a chaviré,. Le 23 février 2000, il reçoit la Légion d'honneur des mains du navigateur Gérard d'Aboville sur décision du président français Jacques Chirac pour le sauvetage en mer d'Isabelle Autissier.
Puis toujours avec FILA, il fait construire en 2001 un nouveau trimaran 60 pieds ORMA, sponsorisé par TIM.
Le 31 décembre 2012 Giovanni part pour un nouveau record sur la fameuse route New York-San Francisco à bord du monocoque Maserati. 13225 milles en passant par le Cap Horn ; avec le capitaine, une équipe provenant de divers pays : l'Américain Ryan Breymaier, le Français Sébastien Audigane, le Chinois Jianghe Teng, l'Espagnol Carlos Hernandez, l'Allemand Boris Herrmann, les Italiens Guido Broggi, Michele Sighel et Corrado Rossignoli.

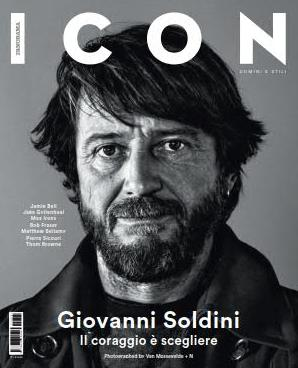
G. Soldini in the cover of Icon, june 2015

Depuis 2022, il travaille avec Ferrari sur son nouveau projet, Ferrari Hypersail, un hybride monocoque inspiré des AC75 dessiné par Guillaume Verdier qui sera mis à l'eau en 2026.

## Palmarès
- 2021 : Record  Porto Cervo -  Giovanni Soldini établit un nouveau record de vitesse avec le trimaran Multi 70 Maserati en 7 heures, 50 minutes et 44 secondes[5].
- 2018 : Record Hong Kong - Londres, Route du Thé, sur le multicoque 70 pieds Maserati avec Guido Broggi, Sébastien Audigane, Oliver Herrera Perez et Alex Pella en 36 jours, 2 heures, 37 minutes et 12 secondes[6],[7]
- 2008 : 1er de la Transat anglaise en monocoques Class 40 sur Telecom Italia en 16 j 22 h 11 min 27 s
- 2007 : 1er de la Transat Jacques Vabre avec Pietro d'Ali en monocoques Class 40 sur Telecom Italia en 22 j 13 h 2 min 22 s
- 2004 : 7e à l'Europe 1 Star en multicoque
- 2000 : 5e à l'Europe 1 Star en 60 pieds
- 1999 : 1er à l'Around Alone en 60 pieds
- 1996 : 1er à l'Europe 1 Star en 50 pieds
- 1995 : 2e au BOC Challenge en 50 pieds
- 1992 : 2e à l'Europe 1 Star en 50 pieds
- 1991 : 3e à La Baule - Dakar
- 1988 : 1er à la Giraglia